# دانيال كاسترو
دانيال كاسترو (بالإسبانية: Daniel Castro)‏ هو لاعب كرة قاعدة مكسيكي، ولد في 14 نوفمبر 1992 في هيرويكا غوايماس في المكسيك.

## وصلات خارجية
- دانيال كاسترو على موقع دوري كرة القاعدة الرئيسي (الإنجليزية)
- دانيال كاسترو على موقعبيزبول رفرنس.كوم (الدوري الرئيسي) (الإنجليزية)
- دانيال كاسترو على موقعبيزبول رفرنس.كوم (الدوري الثانوي) (الإنجليزية)
- دانيال كاسترو على موقع إي إس بي إن.كوم (أم.أل.بي) (الإنجليزية)
- دانيال كاسترو على موقع مشجعي الرسوم البيانية (الإنجليزية)